# Бюст Моллы Панаха Вагифа
Бюст Моллы Панаха Вагифа — бюст в честь азербайджанского поэта, политического и общественного деятеля XVIII века Моллы Панаха Вагифа, установленный в 1958 году. Был разрушен после штурма города Шуша в 1992 году. После освобождения города от оккупации бюст был отреставрирован в 2021 году. Воссоздан в 2021 году.

## История
Бронзовый бюст Моллы Панаха Вагифа был изготовлен скульптором Хаят Абдуллаевой в 1957 году и установлен в качестве надгробного памятника поэту в Шуше, недалеко от Джидыр дюзю, в 1958 году. В 1976 году он был перенесён ближе к дому Вагифа в Шуше. Перед открытием мавзолея Вагифа в 1982 году памятник и территория вокруг него были отремонтированы, постамент бюста был заменён. 
После штурма Шуши в 1992 году бюст, как и многие другие памятники, подвёргся вандализму и был разрушен.
После возвращения города под контроль Азербайджана в 2020 году памятник был воссоздан на основе первоначального эскизного проекта его автора, Хаят Абдуллаевой и возвращён на прежнее место. Открытие нового памятника состоялось 29 августа 2021 года.

## Фотографии

Фотоснимок, сделанный до 1976 года
Фотоснимок, сделанный до 1976 года
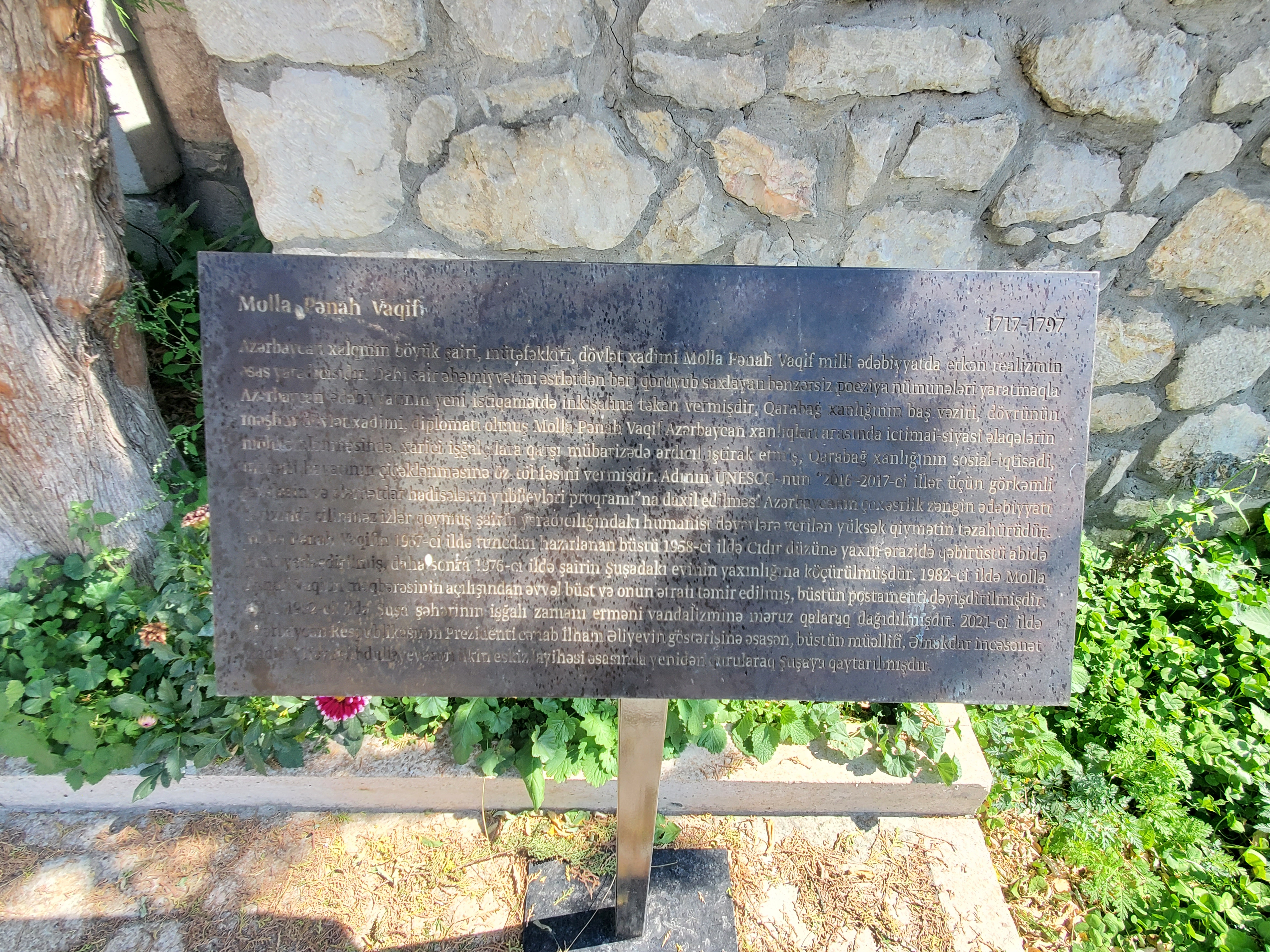
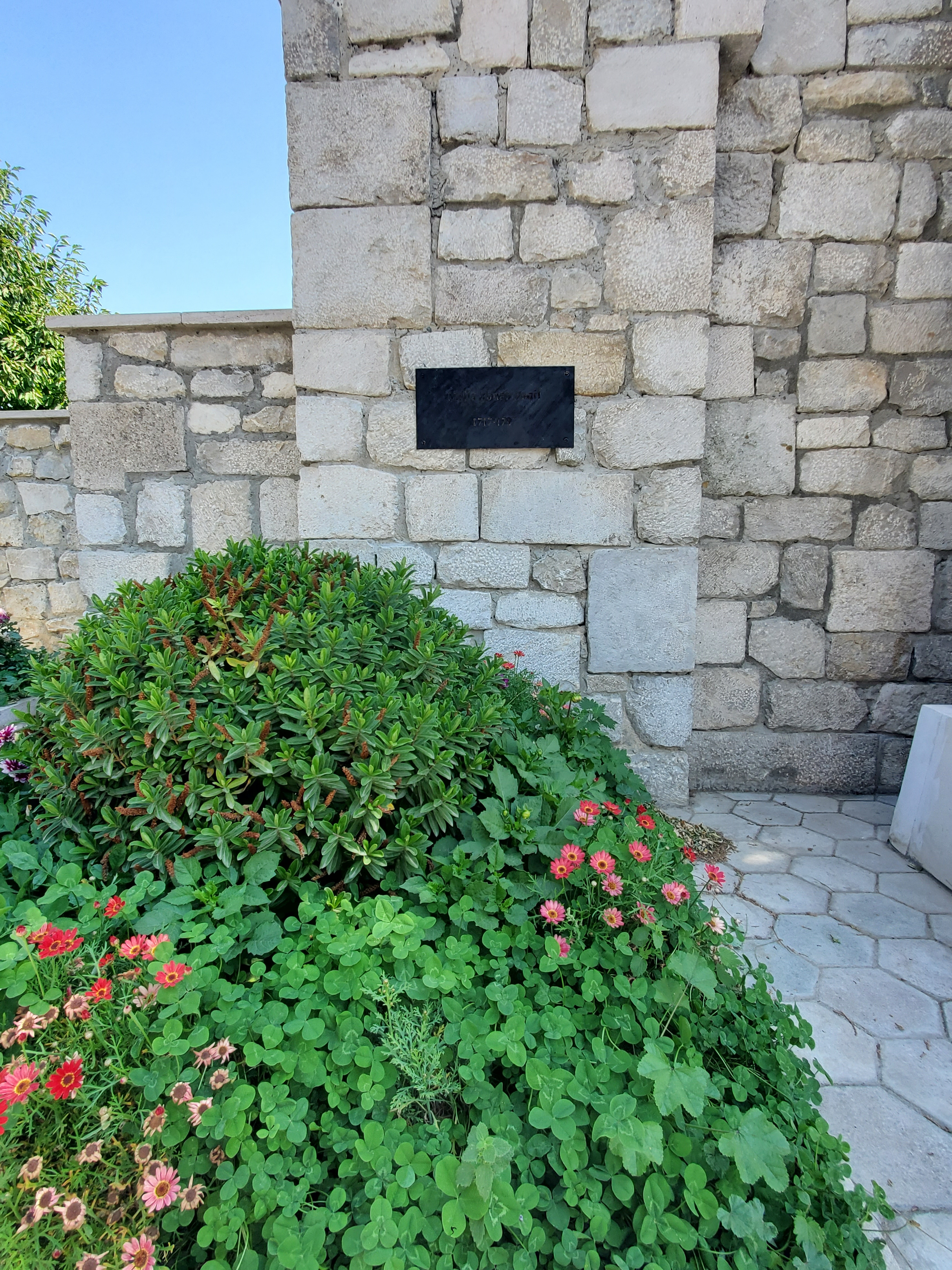